# 本間聖丈
本間聖丈（ほんませいじょう、本名「本間一郎」、1922年 - 2004年12月2日）は、北海道小樽生まれの画家。

## 略歴
日本画と水墨画は、西条正一に師事。1958年（昭和33年）から小樽市展委員を務め、小樽日本画協会を主宰する。1993年（平成5年）小樽文化貢献賞。2004年（平成16年）小樽文化功労賞。

## 人物
題材はインド、仏画、北海道をテーマにした草花、風景、蝦夷錦（アイヌの祭着）、小樽の漁港や運河、港の風景を描いた日本画、「懐古小樽」と題した水墨画、小樽運河や石川啄木などの水墨画など。

## 代表作品
- 『漁網のある風景』（1999年、60号、小樽ゴールドストーン展示）
- 『漁具小屋』（2002年、100号、小樽ゴールドストーン展示）